# Quercus kiusiana
Quercus kiusiana är en bokväxtart som först beskrevs av Takenoshin Nakai, och fick sitt nu gällande namn av Hideaki Ohba. Quercus kiusiana ingår i släktet ekar, och familjen bokväxter. Inga underarter finns listade.